# 萩原 (小惑星)
萩原（はぎはら、1971 Hagihara）は小惑星帯に位置する小惑星。インディアナ小惑星計画 (Indiana Asteroid Program) によりゲーテ・リンク天文台で発見された。
日本を代表する天文学者の1人で、天体力学の分野で大きな業績をあげた萩原雄祐（1897年 - 1979年）から命名された。